# Pseuderimerus semiflavus
Pseuderimerus semiflavus is een vliesvleugelig insect uit de familie Torymidae. De wetenschappelijke naam is voor het eerst geldig gepubliceerd in 1933 door Gahan.